# Atletica leggera alla XXIX Universiade - Getto del peso maschile
Il getto del peso maschile alla XXIX Universiade si è svolto il 23 agosto 2017.

## Podio
| Oro     | Francisco Belo Portogallo |
| Argento | Konrad Bukowiecki Polonia |
| Bronzo  | Andrei Gag Romania        |

## Risultati

### Qualificazioni
Si qualificano alla finale gli atleti che lanciano 19,50 m Q o le dodici migliori misure q.
| Posizione | Gruppo | Atleta               | Nationalità   | #1    | #2    | #3    | Risultato | Note |
| --------- | ------ | -------------------- | ------------- | ----- | ----- | ----- | --------- | ---- |
| 1         | B      | Andrei Gag           | Romania       | 19.38 | 20.45 |       | 20.45     | Q    |
| 2         | A      | Jakub Szyszkowski    | Polonia       | 19.34 | 19.98 |       | 19.98     | Q    |
| 3         | B      | Konrad Bukowiecki    | Polonia       | x     | 19.95 |       | 19.95     | Q    |
| 4         | A      | Francisco Belo       | Portogallo    | 18.56 | x     | 19.75 | 19.75     | Q    |
| 5         | A      | Willian Dourado      | Brasile       | 18.08 | 18.62 | 19.51 | 19.51     | Q    |
| 6         | A      | Aliaksei Nichypar    | Bielorussia   | 19.19 | 19.37 | 19.41 | 19.41     | q    |
| 7         | A      | Tomaš Đurović        | Montenegro    | 18.84 | 19.20 | –     | 19.20     | q    |
| 8         | B      | Šarūnas Banevičius   | Lituania      | 18.23 | x     | 19.00 | 19.00     | q    |
| 9         | B      | Jason van Rooyen     | Sudafrica     | 18.90 | 18.30 | x     | 18.90     | q    |
| 10        | A      | Osman Can Özdeveci   | Turchia       | 18.10 | 18.40 | 18.14 | 18.40     | q    |
| 11        | B      | Coy Blair            | Stati Uniti   | 17.49 | x     | 18.17 | 18.17     | q    |
| 12        | A      | Cameron Cornelius    | Stati Uniti   | 16.81 | 17.67 | 15.02 | 17.67     | q    |
| 13        | B      | Itamar Levi          | Israele       | 17.34 | x     | 17.36 | 17.36     |      |
| 14        | B      | Ivan Ivanov          | Kazakistan    | x     | 17.22 | x     | 17.22     |      |
| 15        | A      | Sullivan Parker      | Canada        | 16.50 | 16.81 | 17.14 | 17.14     |      |
| 16        | A      | Karl Koha            | Estonia       | 16.83 | x     | x     | 16.83     |      |
| 17        | A      | Remco Goetheer       | Paesi Bassi   | x     | x     | 16.71 | 16.71     |      |
| 18        | A      | Matías Rodrigo López | Cile          | x     | 16.64 | x     | 16.64     |      |
| 19        | A      | Ji Hyun-woo          | Corea del Sud | 16.49 | x     | 16.54 | 16.54     |      |
| 20        | B      | Peter Millman        | Canada        | 16.16 | 16.25 | x     | 16.25     |      |
| 21        | B      | Eduardo Espín        | Ecuador       | 15.77 | x     | 15.22 | 15.77     |      |
| 22        | B      | Faridun Ashurov      | Tagikistan    | 11.32 | 11.59 | 12.23 | 12.23     |      |
|           | B      | Lin You-ting         | Taipei Cinese | x     | x     | x     | NM        |      |

### Finale
| Posizione | Nome               | Nationalità | #1    | #2    | #3    | #4    | #5    | #6    | Risultato | Note                          |
| --------- | ------------------ | ----------- | ----- | ----- | ----- | ----- | ----- | ----- | --------- | ----------------------------- |
|           | Francisco Belo     | Portogallo  | 19.24 | x     | 20.86 | x     | 20.64 | x     | 20.86     | Miglior prestazione personale |
|           | Konrad Bukowiecki  | Polonia     | 18.73 | 19.83 | x     | 20.16 | x     | x     | 20.16     |                               |
|           | Andrei Gag         | Romania     | 19.68 | 20.12 | 20.05 | x     | 19.87 | x     | 20.12     |                               |
| 4         | Aliaksei Nichypar  | Bielorussia | 20.09 | x     | 19.12 | x     | 19.80 | x     | 20.09     |                               |
| 5         | Jakub Szyszkowski  | Polonia     | 18.96 | 19.87 | x     | x     | 19.25 | x     | 19.87     |                               |
| 6         | Šarūnas Banevičius | Lituania    | 18.56 | 19.72 | x     | x     | x     | x     | 19.72     | Miglior prestazione personale |
| 7         | Willian Dourado    | Brasile     | 18.85 | 19.25 | 18.82 | x     | 18.90 | 19.09 | 19.25     |                               |
| 8         | Coy Blair          | Stati Uniti | 18.00 | 18.48 | 18.98 | 18.27 | x     | 18.48 | 18.98     |                               |
| 9         | Osman Can Özdeveci | Turchia     | 17.89 | 18.08 | 18.52 |       |       |       | 18.52     |                               |
| 10        | Tomaš Đurović      | Montenegro  | 18.39 | 18.39 | x     |       |       |       | 18.39     |                               |
| 11        | Jason van Rooyen   | Sudafrica   | 17.92 | 17.99 | x     |       |       |       | 17.99     |                               |
| 12        | Cameron Cornelius  | Stati Uniti | 17.31 | x     | 17.48 |       |       |       | 17.48     |                               |